# Poklady z těšínské truhly

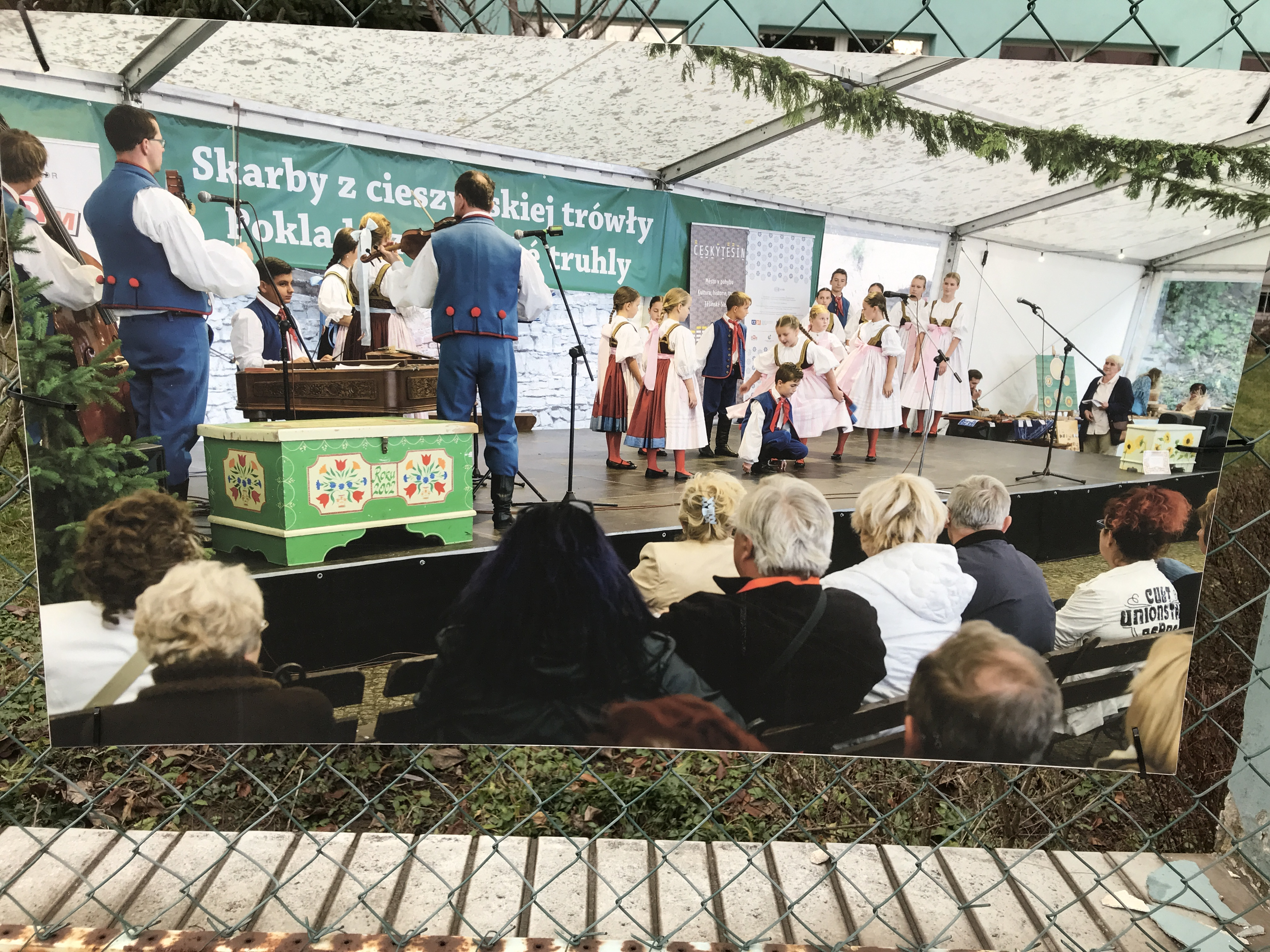
Fotografie z Poklady z těšínské truhly

Poklady z těšínské truhly (polsky Skarby z cieszyńskiej trówły) je slavnost lidových regionálních tradic Těšínského Slezska. Jde o folklór, tradiční lidová řemesla a místní kulinářské dobové speciality. Probíhá v Těšíně na polské i na české straně. Koná se tradičně kolem 20. září a trvá až 3 dny.
Na zahájení otevírají starostové obou měst symbolickou truhlu.

## Historie
- I. Poklady z těšínské truhly se konaly v roce 2000.
- 18.–20. 9. 2009 se konaly IX. Poklady z těšínské truhly.
- 23.–25. 9. 2016 se konaly XVI. Poklady z těšínské truhly.
- 21.–23. 9. 2018 se konaly XVIII. Poklady z těšínské truhly.
- 19.–22. 9. 2019 se konaly XIX. Poklady z těšínské truhly.

## Galerie

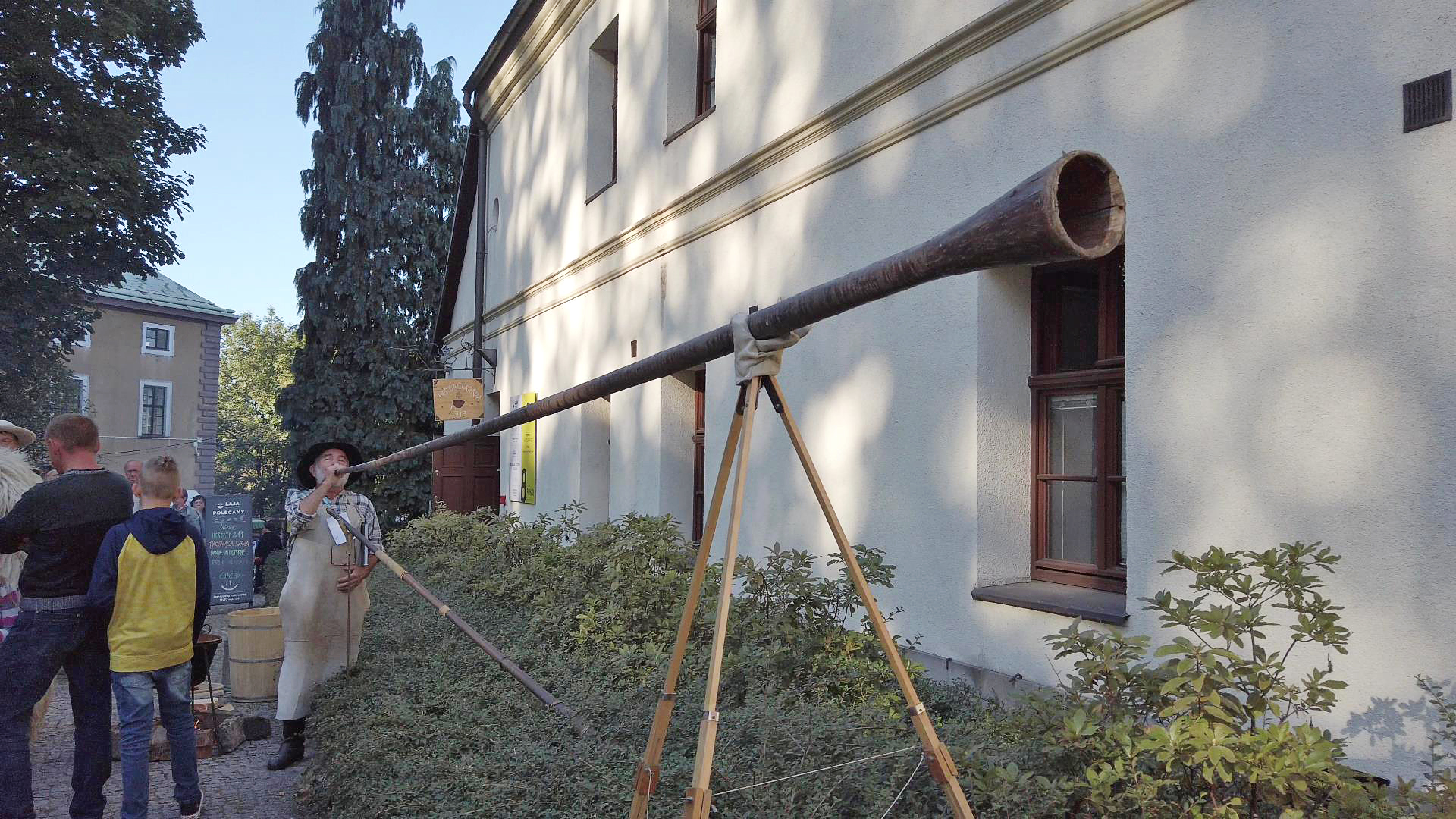
Hráč na fujaru
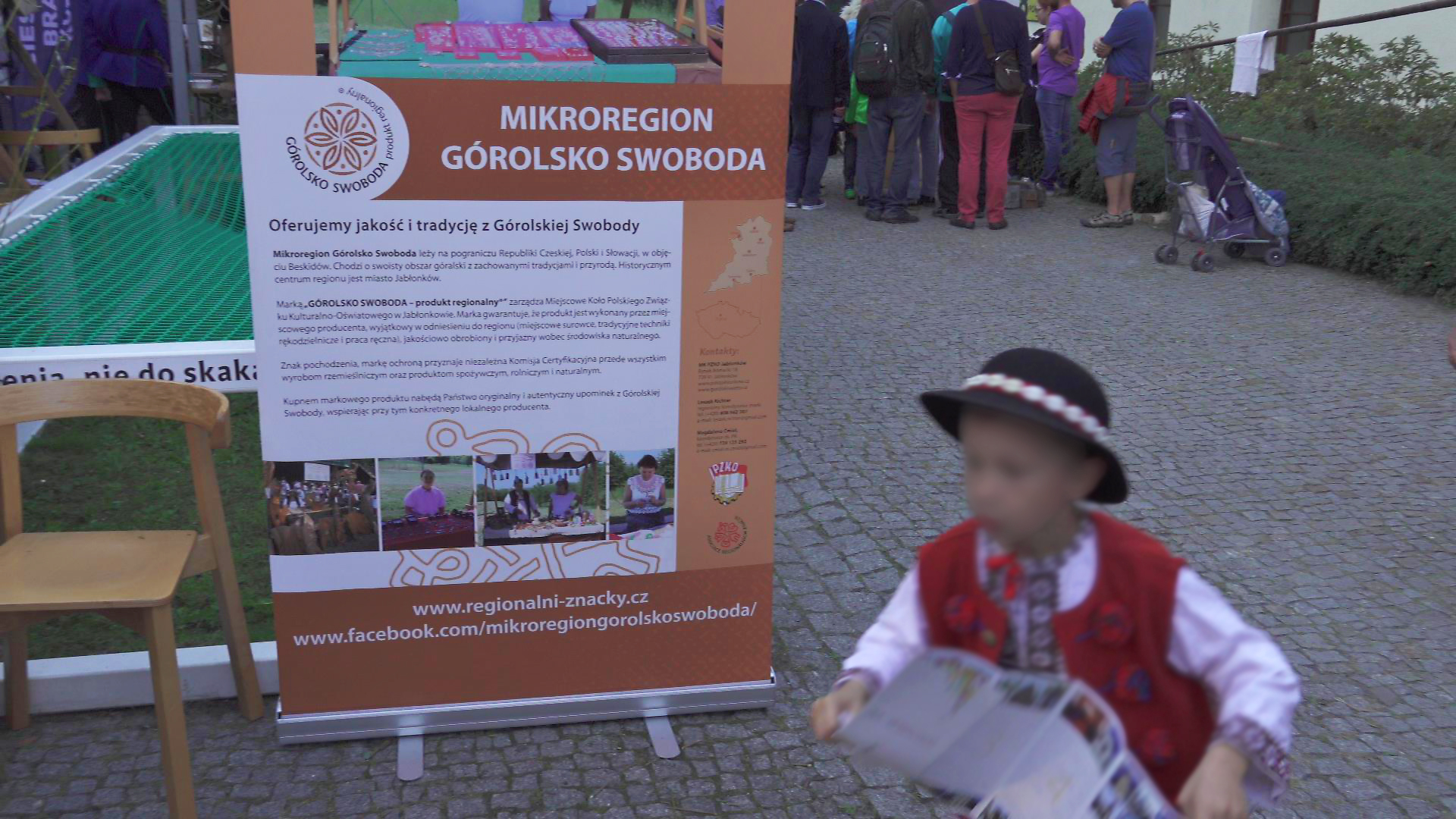
Malý gorol
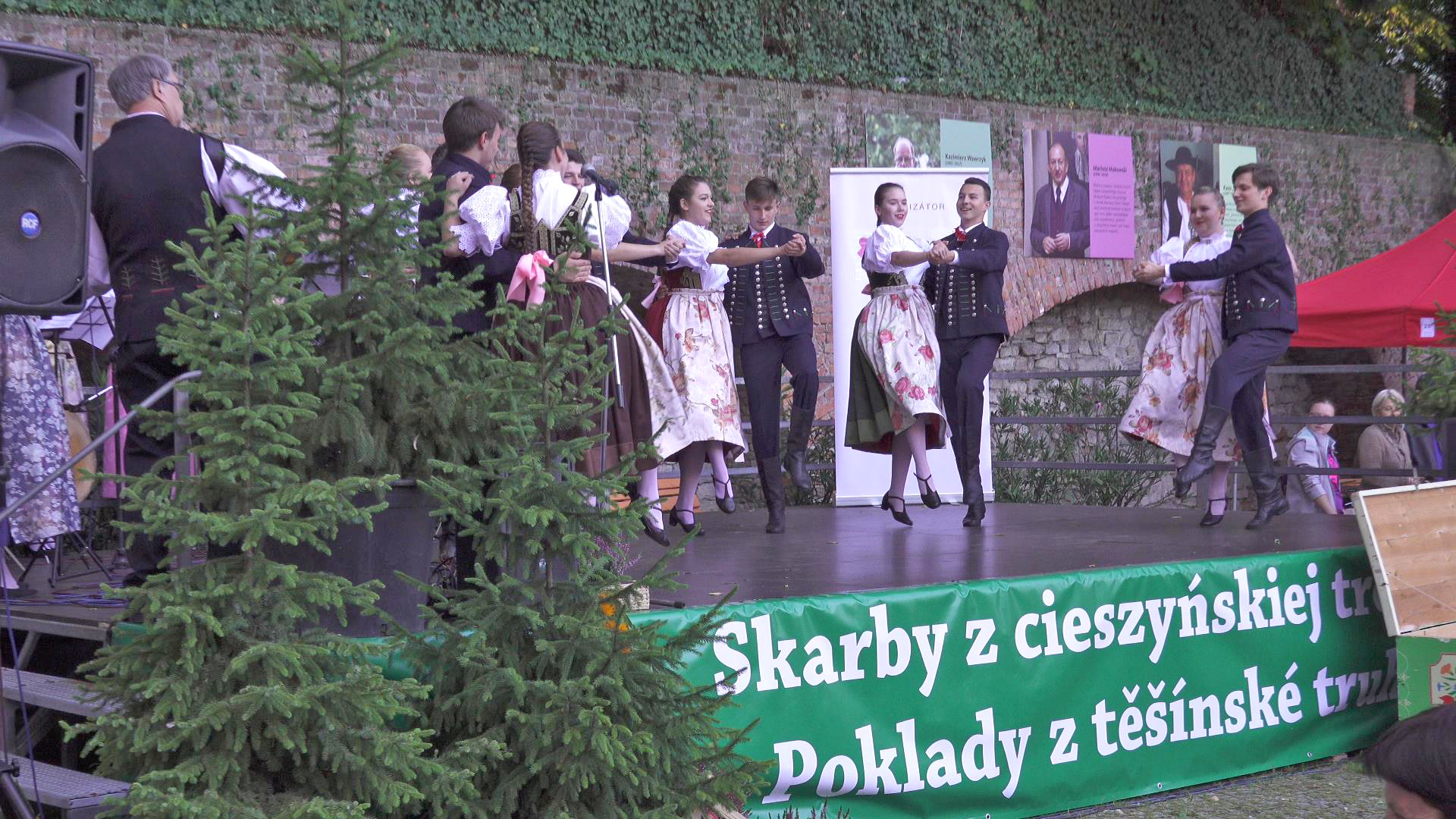
Taneční soubor
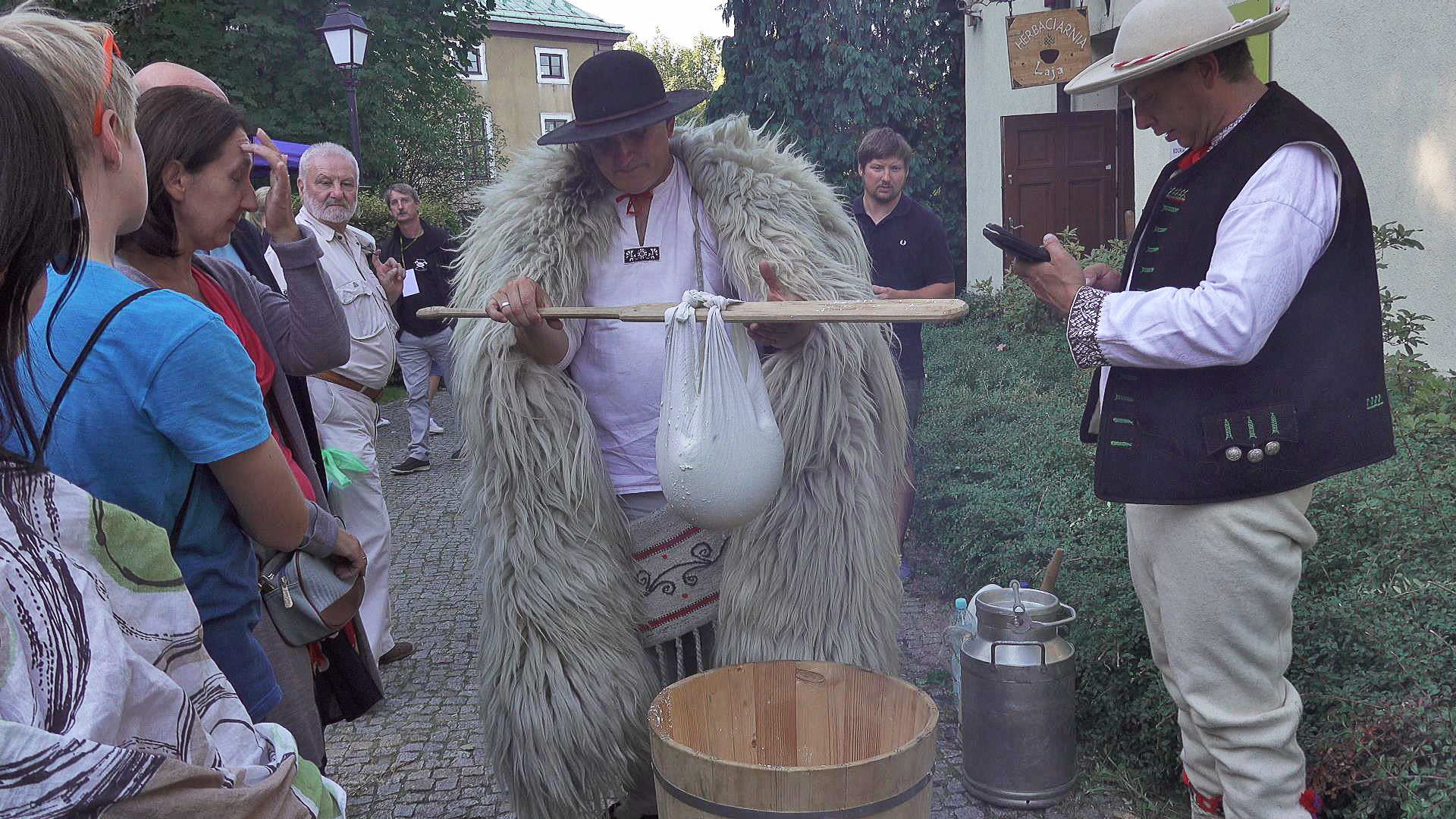
Výroba tvarohu
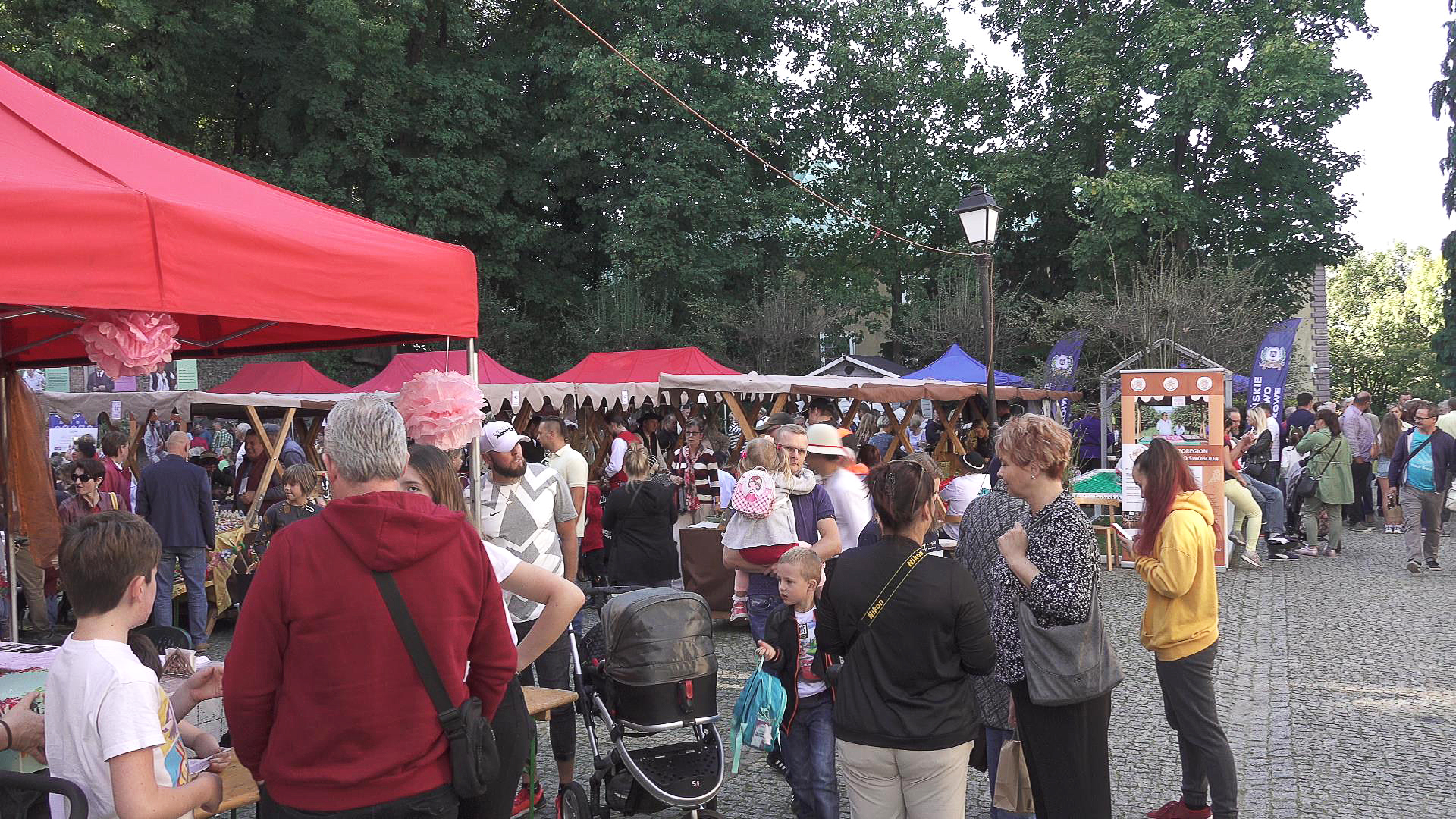
Stánky